# Keller Wortham
Keller Wortham est un acteur américain né à San Francisco en Californie.

## Filmographie

### Cinéma
- 2009 : The Red Queen : Zak
- 2009 : Now and Later : Bill
- 2011 : Rehearsal : le témoin
- 2012 : The Yellow Wallpaper : David Kilbourne
- 2012 : Broke as a Joke : Dr Dave

### Télévision
- 2005 : Untold Stories of the ER : Ed Kotner (1 épisode)
- 2006 : LA Forensics : David Weber (1 épisode)
- 2008 : Mystery ER : Dr Kurt (1 épisode)
- 2009 : iCarly : le premier journaliste (1 épisode)
- 2009 : Acting School Academy : l'officier de police
- 2011 : Les Feux de l'amour : EMT (1 épisode)
- 2013 : Alla Te Espero : David Schroeder (160 épisodes)
- 2014 : El Capo : Richard Smith (10 épisodes)
- 2014 : Covert Affairs : Dex (2 épisodes)
- 2014-2019 : Jane the Virgin : Esteban Santiago (21 épisodes)
- 2015 : JustBoobs Sketch (1 épisode)
- 2015-2016 : Bajo el mismo cielo : Jacob Sanders (104 épisodes)
- 2016 : Westworld : Bachelor (1 épisode)
- 2017 : Milagros de Navidad : John (1 épisode)
- 2017-2018 : Sangre de mi tierra : Horacio Toledo (23 épisodes)
- 2019: Dynastie (1 épisode)
- 2020 : God's Equation : John Foster (6 épisodes)